# Naganohara
Naganohara (長野原町, Naganohara-machi) est un bourg du district d'Agatsuma, dans la préfecture de Gunma, au Japon.

## Géographie

### Situation
Naganohara est situé dans la partie nord-ouest de la préfecture de Gunma, à une altitude supérieure à 500 mètres, entre le mont Kusatsu-Shirane au nord et le mont Asama au sud.

### Démographie
Au 1er janvier 2014, la population de Naganohara s'élevait à 5 753 habitants répartis sur une superficie de 133,93 km2.

### Hydrographie
Le bourg est traversé par la rivière Agatsuma.

## Histoire
Le bourg de Naganohara a été créé le 1er avril 1889.

## Transports
Naganohara est desservi par la ligne Agatsuma de la JR East. La gare de Naganohara-Kusatsuguchi est la principale gare.